# 米罗斯拉夫·斯特维奇
米罗斯拉夫·斯特维奇（1970年1月7日—），塞尔维亚男子足球运动员，场上位置是中场。他曾代表南联盟参加1998年国际足联世界杯，结果队伍止步十六强赛。